# محول الوسائط
محول الوسائط هو نوع خاص من المحولات . حيث لا يقوم بتحويل الطاقة من الملف الابتدائي إلى الملف الثانوى عن طريق المحاثة التبادلية ولكن عن اعتماداً على مجموعة من وسائط في الدائرة المغناطيسية . أول من وصفه كان وانلس عام 1968 .
بفرض قانون فاراداي للحث الكهرومغناطيسي :
{\displaystyle v(t)=L{\frac {di(t)}{dt}}}
من الممكن الحصول على جهد على اطراف الملف الثانوى بفضل تغير الحث ولذلك فإن :
{\displaystyle v(t)=I{\frac {dl(t)}{dt}}}
يمكن تحقيق ذلك على سبيل المثال عن طريق تنظيم التشبع المغناطيسي في مركز المحول عن طريق وسائل من المجال المغناطيسي المتغير . حيث تعمل عندما يكون الربط المغناطيسي في الملف الابتدائى والثانوى يساوى صفر ( عندما يكون فيض الملف الابتدائي وفيض الملف الثانوي متعامدان ) .